# 이케다 미쓰나카

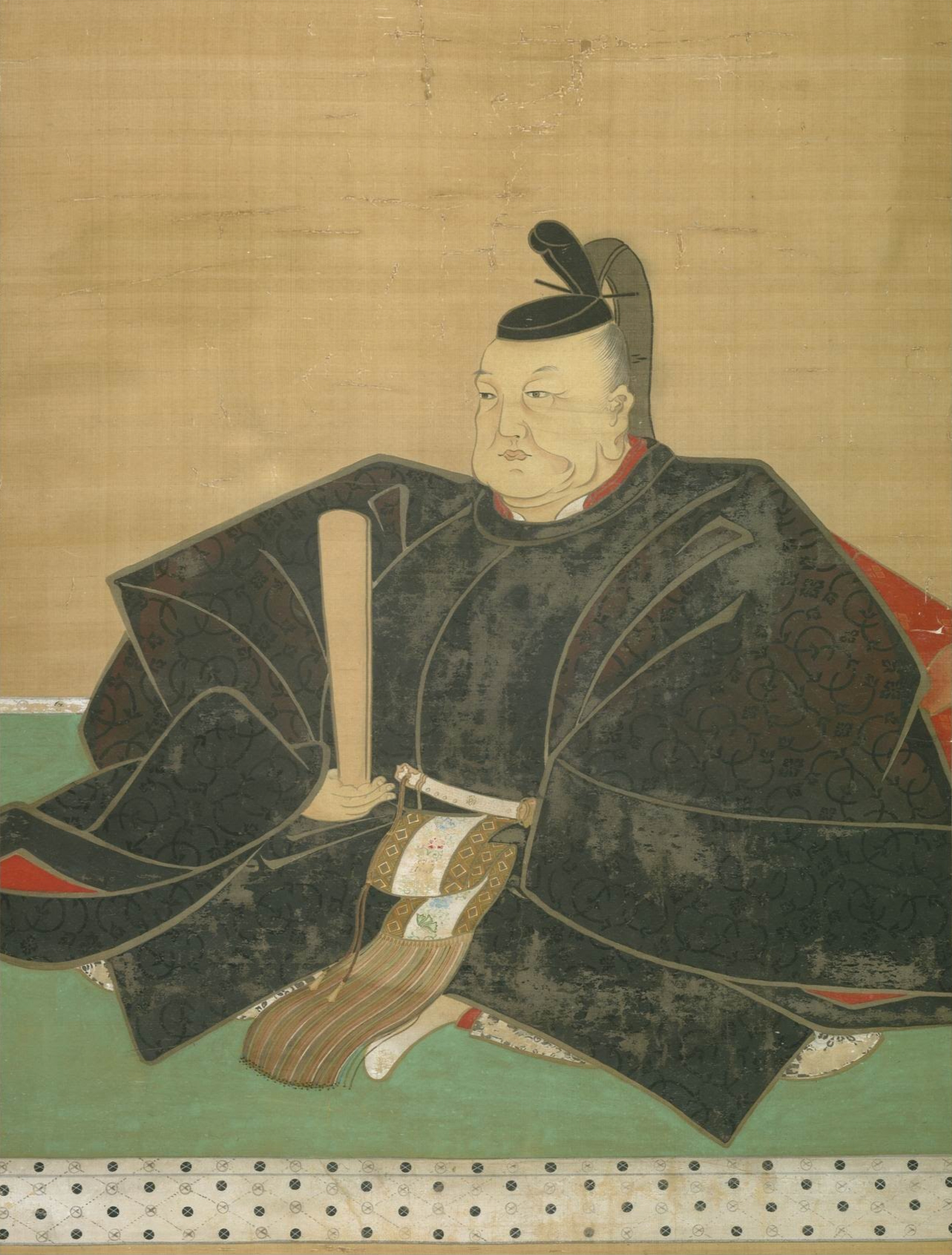
이케다 미쓰나카

이케다 미쓰나카(일본어: 池田光仲, 1630년 7월 27일 ~ 1693년 8월 8일)는 이나바 돗토리번 초대 번주를 지냈다. 돗토리번 이케다 종가 제3대 당주. 외조모 교다이인의 인연으로 마쓰다이라 미쓰나카로도 불렸다.
오카야마번주 이케다 다다카쓰와 미호히메(하치스카 요시시게와 교다이인의 딸)의 장남으로 오카야마번 에도 번저에서 태어났다. 부친 다다카쓰가 젊은 나이에 요절하여 미쓰나카는 태어난지 얼마 되지않아 가독을 잇긴하였지만 산요도의 요충지였던 비젠 오카야마를 다스리기 어려운지라 이케다 종가 당주이자 사촌 형인 돗토리번주 미쓰마사와 영지를 교체하기에 이르렀다.